# Lijst van voetbalinterlands Denemarken - Malta
Deze lijst van voetbalinterlands is een overzicht van alle officiële voetbalwedstrijden tussen de nationale teams van Denemarken en Malta. De landen speelden tot op heden negen keer tegen elkaar. De eerste ontmoeting, een kwalificatiewedstrijd voor het Europees kampioenschap voetbal 1964, werd gespeeld in Kopenhagen op 28 juni 1962. Het laatste duel, een kwalificatiewedstrijd voor het Wereldkampioenschap voetbal 2014, vond plaats op 15 oktober 2013 in de Deense hoofdstad.

## Wedstrijden
| № | Plaats     | Datum            | Competitie           | Wedstrijd          | Uitslag |
| - | ---------- | ---------------- | -------------------- | ------------------ | ------- |
| 1 | Kopenhagen | 28 juni 1962     | EK 1964 kwalificatie | Denemarken – Malta | 6 – 1   |
| 2 | Gżira      | 8 december 1962  | EK 1964 kwalificatie | Malta – Denemarken | 1 – 3   |
| 3 | Ta' Qali   | 8 februari 1989  | Vriendschappelijk    | Malta – Denemarken | 0 – 2   |
| 4 | Ta' Qali   | 24 maart 2001    | WK 2002 kwalificatie | Malta – Denemarken | 0 – 5   |
| 5 | Kopenhagen | 6 juni 2001      | WK 2002 kwalificatie | Denemarken – Malta | 2 – 1   |
| 6 | Kopenhagen | 11 oktober 2008  | WK 2010 kwalificatie | Denemarken – Malta | 3 – 0   |
| 7 | Ta' Qali   | 28 maart 2009    | WK 2010 kwalificatie | Malta – Denemarken | 0 – 3   |
| 8 | Ta' Qali   | 6 september 2013 | WK 2014 kwalificatie | Malta – Denemarken | 1 – 2   |
| 9 | Kopenhagen | 15 oktober 2013  | WK 2014 kwalificatie | Denemarken − Malta | 6 − 0   |

## Samenvatting
| Competitie        | Totaal gespeeld | Winst Denemarken | Gelijk | Winst Malta | Doelsaldo Denemarken – Malta |
| ----------------- | --------------- | ---------------- | ------ | ----------- | ---------------------------- |
| WK-kwalificatie   | 6               | 6                | 0      | 0           | 21 − 2                       |
| EK-kwalificatie   | 2               | 2                | 0      | 0           | 9 − 2                        |
| Vriendschappelijk | 1               | 1                | 0      | 0           | 2 − 0                        |
| Totaal            | 9               | 9                | 0      | 0           | 32 − 4                       |

Wedstrijden bepaald door strafschoppen worden, in lijn met de FIFA, als een gelijkspel gerekend.

## Details

### Derde ontmoeting
| Vriendschappelijk (Ta' Qali, Malta, 8 februari 1989): |              | |
| Malta | 0 – 2        | Denemarken |
| | goals        | 53' (pen.) Lars Elstrup 83' Henrik Larsen |
| Horst Heese | bondscoach   | Sepp Piontek |
| David Cluett Edwin Camilleri Joe Galea Joe Brincat John Buttigieg Alex Azzopardi 70' Martin Gregory 85' Ray Vella Charles Scerri David Carabott Michael Degiorgio | opstellingen | Peter Schmeichel Lars Olsen Kent Nielsen John Larsen Henrik Larsen Ulrik Moseby John Helt Lars Elstrup Bent Engsmark Christensen 71' Bent Christensen 81' Brian Laudrup |
| Silvio Vella 70' Hubert Suda 85' | wissels      | 71' Hans Erfurt 81' Johnny Mølby |
| - Debuut van Bent Christensen (Brøndby IF), Hans Erfurt (Silkeborg IF), Johnny Mølby (Vejle BK) en Henrik Larsen (Lyngby BK) voor Denemarken.                     |              | |

### Vierde ontmoeting
| WK 2002 kwalificatie (Ta' Qali, Malta, 24 maart 2001): |              | |
| Malta | 0 – 5        | Denemarken |
| | goals        | 8' Ebbe Sand 50' Jan Heintze 63' Ebbe Sand 76' Claus Jensen 80' Ebbe Sand |
| Josif Ilić | bondscoach   | Morten Olsen |
| Mario Muscat Noel Turner 46' David Carabott Stefan Giglio 67' Darren Debono Luke Dimech 68' Carmel Busuttil Nicky Saliba Chucks Nwoko Joseph Brincat Antoine Zahra | opstellingen | Thomas Sørensen Stig Tøfting René Henriksen Martin Laursen Jan Heintze 70' Thomas Helveg 65' Thomas Gravesen Jesper Grønkjær Dennis Rommedahl 74' Martin Jørgensen Ebbe Sand |
| Chris Okoh 46' Jonathan Holland 67' David Camilleri 68' | wissels      | 46' Brian Steen Nielsen 70' Bjarne Goldbæk 74' Claus Jensen |
| David Carabott 40' | gele kaarten | |
| - Honderdste interland van David Carabott (Valletta FC) voor Malta.                                                                                                |              | |

### Vijfde ontmoeting
| WK 2002 kwalificatie (Kopenhagen, Denemarken, 6 juni 2001): |              | |
| Denemarken | 2 – 1        | Malta |
| Ebbe Sand 43' Ebbe Sand 83' | goals        | 8' George Mallia |
| Morten Olsen | bondscoach   | Josif Ilić |
| Thomas Sørensen Stig Tøfting 74' René Henriksen Thomas Gravesen Jan Heintze Thomas Helveg Claus Jensen Dennis Rommedahl 56' Jon Dahl Tomasson 68' Martin Jørgensen Ebbe Sand | opstellingen | Ernest Barry Brian Said Noel Turner Daniel Theuma Darren Debono Luke Dimech 78' Gilbert Agius David Camilleri Michael Mifsud 72' Joe Brincat 65' George Mallia |
| Jesper Grønkjær 56' Marc Nygaard 68' Allan Nielsen 74' | wissels      | 65' Chucks Nwoko 72' Jonathan Holland 78' Christopher Okoh |
| | gele kaarten | 51' George Mallia 75' Darren Debono |
| - 41ste en laatste interland van Malta onder leiding van de Servische bondscoach Josif Ilić.                                                                                 |              | |

### Achtste ontmoeting
| WK 2014 kwalificatie (Ta' Qali, Malta, 6 september 2013): |              | |
| Malta | 1 – 2        | Denemarken |
| Clayton Failla 38' | goals        | 2' Leon Andreasen 52' (e.d.) Ryan Camilleri |
| Pietro Ghedin | bondscoach   | Morten Olsen |
| Justin Haber Gareth Sciberras Andrei Agius André Schembri Clayton Failla Roderick Briffa Michael Mifsud 81' Edward Herrera 89' John Mintoff 75' Rowen Muscat Ryan Camilleri | opstellingen | Stephan Andersen 72' Leon Andreasen Simon Kjær Daniel Agger Nicolai Boilesen Lars Jacobsen William Kvist Christian Eriksen 84' Martin Braithwaite Nicklas Pedersen 46' Rasmus Falk |
| Ryan Fenech 75' Terence Vella 81' Andrew Cohen 89' | wissels      | 46' Michael Krohn-Dehli 72' Casper Sloth 84' Viktor Fischer |
| Justin Haber 22' Andrei Agius 26' Roderick Briffa 34' John Mintoff 40' | gele kaarten | |
| - Debuut van Rasmus Falk (Odense BK) voor Denemarken. |              | |

### Negende ontmoeting
| WK 2014 kwalificatie (Kopenhagen, Denemarken, 15 oktober 2013): |              | |
| Denemarken | 6 – 0        | Malta |
| Morten Rasmussen 9' Daniel Agger 11' Andreas Bjelland 28' Daniel Agger 39' Morten Rasmussen 74' Nicki Bille 84'                                                                         | goals        | |
| Morten Olsen | bondscoach   | Pietro Ghedin |
| Kasper Schmeichel Peter Ankersen Andreas Bjelland Daniel Agger Thomas Delaney Casper Sloth 65' William Kvist Christian Eriksen 53' Michael Krohn-Dehli Emil Larsen Morten Rasmussen 75' | opstellingen | Justin Haber Alex Muscat Andrei Agius Clayton Failla Roderick Briffa Michael Mifsud 82' Edward Herrera André Schembri John Mintoff Rowen Muscat Ryan Camilleri |
| Kasper Kusk 53' Leon Andreasen 65' Nicki Bille 75' | wissels      | 82' Ryan Fenech |
| Daniel Agger 65' | gele kaarten | 10' John Mintoff 38' Andrei Agius |
| - Debuut van Thomas Delaney (FC København) voor Denemarken. |              | |

DBU · A-internationals · Selecties · Bondscoaches · Deens vrouwenelftal · Olympisch elftal · Denemarken U21 · Denemarken U20 · Denemarken U19 · Denemarken U18 · Denemarken U17 · Denemarken U16 · Vrouwen U17
1908 – 1919 ·
1920 – 1929 ·
1930 – 1939 ·
1940 – 1949 ·
1950 – 1959 ·
1960 – 1969 ·
1970 – 1979 ·
1980 – 1989 ·
1990 – 1999 ·
2000 – 2009 ·
2010 – 2019 ·
2020 − 2029
EK's: 1964 · 
1984 · 
1988 · 
1992 · 
1996 · 
2000 · 
2004 · 
2012 · 
2020 · 
2024
WK's: 1986 · 
1998 · 
2002 · 
2010 · 
2018 · 
2022
OS: 1908 · 
1912 · 
1920 · 
1948 · 
1952 · 
1960 · 
1972 · 
1992 · 
2016
1908 · 
1909 · 
1910 · 
1911 · 
1912 · 
1913 · 
1914 · 
1915 · 
1916 · 
1917 · 
1918 · 
1919 · 
1920 · 
1921 · 
1922 · 
1923 · 
1924 · 
1925 · 
1926 · 
1927 · 
1928 · 
1929 · 
1930 · 
1931 · 
1932 · 
1933 · 
1934 · 
1935 · 
1936 · 
1937 · 
1938 · 
1939 · 
1940 · 
1941 · 
1942 · 
1943 · 
1944 · 
1946 · 
1947 · 
1948 · 
1949 · 
1950 · 
1952 · 
1952 · 
1953 · 
1954 · 
1955 · 
1956 · 
1957 · 
1958 · 
1959 · 
1960 · 
1961 · 
1962 · 
1963 · 
1964 · 
1965 · 
1966 · 
1967 · 
1968 · 
1969 · 
1970 · 
1971 · 
1972 · 
1973 · 
1974 · 
1975 · 
1976 · 
1977 · 
1978 · 
1979 · 
1980 · 
1981 · 
1982 · 
1983 · 
1984 · 
1985 · 
1986 · 
1987 · 
1988 · 
1989 · 
1990 ·
1991 · 
1992 · 
1993 · 
1994 · 
1995 · 
1996 · 
1997 · 
1998 · 
1999 · 
2000 · 
2001 · 
2002 · 
2003 · 
2004 · 
2005 · 
2006 · 
2007 · 
2008 · 
2009 · 
2010 · 
2011 · 
2012 · 
2013 · 
2014 · 
2015 · 
2016 · 
2017 · 
2018 ·
2019 ·
2020 ·
2021 ·
2022 ·
2023
Albanië ·
Algerije ·
Argentinië ·
Armenië ·
Australië ·
België ·
Bermuda ·
Bosnië en Herzegovina · 
Brazilië ·
Bulgarije ·
Canada ·
Chili ·
Cyprus ·
DDR ·
Duitsland ·
Ecuador ·
Egypte ·
Engeland ·
Estland ·
Faeröer · 
Finland · 
Frankrijk ·
Gambia ·
Georgië ·
Ghana ·
Gibraltar ·
GOS ·
Griekenland ·
Honduras ·
Hongarije ·
Hongkong ·
Ierland ·
IJsland ·
Indonesië ·
Iran ·
Israël ·
Italië ·
Japan ·
Joegoslavië ·
Kameroen ·
Kazachstan ·
Kosovo · 
Kroatië · 
Letland ·
Liechtenstein ·
Litouwen ·
Luxemburg ·
Malta ·
Marokko ·
Mexico ·
Moldavië · 
Montenegro · 
Nederland ·
Nederlandse Antillen ·
Nigeria ·
Noord-Ierland ·
Noord-Macedonië ·
Noorwegen ·
Oekraïne ·
Oostenrijk ·
Panama ·
Paraguay ·
Peru ·
Polen ·
Portugal ·
Roemenië ·
Rusland ·
San Marino ·
Saoedi-Arabië ·
Schotland ·
Senegal ·
Servië ·
Singapore ·
Slovenië ·
Slowakije ·
Sovjet-Unie ·
Spanje ·
Suriname ·
Thailand ·
Togo · 
Tsjechië ·
Tsjecho-Slowakije ·
Tunesië · 
Turkije · 
Uruguay ·
Verenigde Arabische Emiraten ·
Verenigde Staten ·
Wales ·
Wit-Rusland ·
Zuid-Afrika ·
Zuid-Korea ·
Zweden ·
Zwitserland
Argentinië (1995) · 
Australië (2018) ·
Australië (2022) · 
België (2021) · 
Duitsland (1992) · 
Duitsland (2012) · 
Engeland (2021) · 
Finland (2021) · 
Frankrijk (2002) · 
Frankrijk (2018) · 
Japan (2010) · 
Kameroen (2010) · 
Kroatië (2018) · 
Nederland (2010) · 
Nederland (2012) · 
Peru (2018) · 
Portugal (2012) · 
Rusland (2021) · 
Senegal (2002) · 
Tsjechië (2021) · 
Uruguay (2002) · 
Wales (2021)
Malta Football Association · A-internationals · Bondscoaches · Statistieken · Maltees vrouwenelftal · Malta U21 · Malta U20 · Malta U19 · Malta U18 · Malta U17 · Malta U16
1957 – 1959 ·
1960 – 1969 ·
1970 – 1979 ·
1980 – 1989 ·
1990 – 1999 ·
2000 – 2009 ·
2010 – 2019 ·
2020 − 2029
1957 · 
1958 · 
1959 · 
1960 · 
1961 · 
1962 · 
1963 · 
1964 · 
1965 · 
1966 · 
1967 · 1968 · 
1969 · 
1970 · 
1971 · 
1972 · 
1973 · 
1974 · 
1975 · 
1976 · 
1977 · 
1978 · 
1979 · 
1980 · 
1981 · 
1982 · 
1983 · 
1984 · 
1985 · 
1986 · 
1987 · 
1988 · 
1989 · 
1990 ·
1991 · 
1992 · 
1993 · 
1994 · 
1995 · 
1996 · 
1997 · 
1998 · 
1999 · 
2000 · 
2001 · 
2002 · 
2003 · 
2004 · 
2005 · 
2006 · 
2007 · 
2008 · 
2009 · 
2010 · 
2011 · 
2012 · 
2013 · 
2014 · 
2015 · 
2016 ·
2017 ·
2018 ·
2019 ·
2020 ·
2021 ·
2022
Albanië ·
Algerije ·
Andorra ·
Angola ·
Armenië ·
Azerbeidzjan ·
België ·
Bosnië en Herzegovina · 
Bulgarije ·
Canada ·
Centraal-Afrikaanse Republiek ·
Cyprus ·
DDR ·
Denemarken ·
Duitsland ·
Egypte ·
Engeland ·
Estland ·
Faeröer ·
Finland ·
Frankrijk ·
Gabon ·
Georgië ·
Gibraltar · 
Griekenland ·
Hongarije ·
Ierland ·
IJsland ·
Indonesië ·
Israël ·
Italië ·
Japan ·
Joegoslavië ·
Jordanië ·
Kaapverdië ·
Kazachstan ·
Koeweit ·
Kosovo ·
Kroatië ·
Letland ·
Libanon ·
Libië ·
Liechtenstein ·
Litouwen ·
Luxemburg ·
Moldavië ·
Nederland ·
Noord-Ierland ·
Noord-Macedonië ·
Noorwegen ·
Oekraïne ·
Oostenrijk ·
Polen ·
Portugal ·
Qatar ·
Roemenië ·
Rusland ·
San Marino ·
Schotland ·
Slovenië ·
Slowakije ·
Spanje ·
Thailand ·
Tsjechië ·
Tsjecho-Slowakije ·
Tunesië · 
Turkije · 
Venezuela · 
Verenigde Arabische Emiraten ·
Verenigde Staten ·
Wales ·
Wit-Rusland ·
Zuid-Afrika ·
Zuid-Korea ·
Zweden ·
Zwitserland